# Saison 1962-1963 des FAR de Rabat
Pour un article plus général, voir Association sportive des FAR (football).
Maillots
Chronologie
Saison précédente Saison suivante
La saison 1962-1963 des FAR de Rabat est la cinquième de l'histoire du club. Elle débute alors que les militaires avaient remporté le championnat de la saison dernière. Le club est par ailleurs engagé en coupe du Trône.
Finalement, les FAR de Rabat sont éliminés en seizièmes de finale et atteignent la première place en championnat.
Le bilan en championnat des FAR de Rabat s'est terminé favorable car sur 26 matchs joués, ils en gagnent 12, en perdent 2 et cèdent 12 nuls pour 34 buts marqués et 17 encaissés.

## Contexte et résumé de la saison passée des FAR de Rabat
Durant la saison dernière, les FAR de Rabat remportent le championnat pour la seconde fois de leur histoire et d'affilée avec au total plus de 57 points avec 12 victoires, 7 nuls et 7 défaites. Tandis qu'en coupe du Trône, les FAR de Rabat sont éliminés face à un club inconnu et on ne connait pas non plus le résultat de ce match par manque d'informations.
Au bilan, lors de la saison dernière, les FAR de Rabat remportent le championnat avec comme dauphin le Racing de Casablanca et sont éliminés en seizièmes de finale de la coupe du Trône de football.

## Saison
Lors de sa seconde saison, l'Association Sportive des Forces Armées Royales participera au championnat du Maroc et à la Coupe du Trône de football. Il ne participera donc qu'à deux compétitions.

### Championnat
Le championnat du Maroc de football 1962-1963 est la 7e édition du championnat du Maroc de football. Elle oppose quatorze clubs regroupés au sein d'une poule unique où les équipes se rencontrent deux fois, à domicile et à l'extérieur. En fin de saison, les deux derniers sont relégués et remplacés par les deux meilleurs clubs de GNF2, la seconde division marocaine.

#### Composition du championnat
Avec la relégation de l'Étoile jeunesse sportive de Casablanca et du Tihad Athlétique Sport, et la promotion du FUS de Rabat et du Ittihad de Tanger, les FAR de Rabat se retrouvent donc en compagnie de treize autres équipes que sont :
Le F.U.S. : le Fath Union Sport de Rabat.
Le W.A.C. : le Wydad Athletic Club.
Le M.C.O. : le Mouloudia Club d'Oujda.
Le R.C.A. : le Raja Club Athletic.
Le M.A.T.: le Moghreb Athlétic de Tétouan.
Le K.A.C.M. : le Kawkab Athlétique Club de Marrakech.
La R.A.C : le Racing Athletic de Casablanca.
Le S.M. : le Stade Marocain.
Le K.A.C. : le Kénitra Athlétic Club.
Le I.R.T. : l'Ittihad Riadhi de Tanger.
Le M.A.S. : le Maghreb Association Sportive.
Le H.U.S.A. : le Hassania Union Sport d'Agadir.
et le S.C.C.M. : le Chabab Mohammédia.
Cette saison représente donc la cinquième année de football de l'histoire des FAR de Rabat, il s'agit surtout de sa quatrième en première division. On peut signaler aussi la présence du Stade Marocain, club de la ville de Rabat. Le FUS de Rabat qui était en seconde division la saison dernière, est promu en première division après s'être classé premier du groupe Sud.

#### Classement final
| Place | Club                | Points | Joué | Victoire | Nul | Défaite | Buts pour | Buts contre |
| ----- | ------------------- | ------ | ---- | -------- | --- | ------- | --------- | ----------- |
| 1er   | FAR de Rabat        | 62     | 26   | 12       | 12  | 2       | 34        | 17          |
| 2e    | Kawkab de Marrakech | 55     | 26   | 10       | 9   | 7       | 32        | 32          |
| 3e    | Raja de Casablanca  | 54     | 26   | 9        | 10  | 7       | 35        | 28          |
| 4e    | Maghreb de Fès      | 54     | 26   | 9        | 10  | 7       | 34        | 25          |
| 5e    | KAC de Kénitra      | 53     | 26   | 8        | 11  | 7       | 26        | 25          |
| 6e    | Wydad de Casablanca | 52     | 26   | 8        | 10  | 8       | 26        | 22          |
| 7e    | Racing Casablanca   | 52     | 26   | 8        | 10  | 8       | 21        | 22          |
| 8e    | Stade Marocain      | 52     | 26   | 8        | 10  | 8       | 26        | 27          |
| 9e    | Hassania d'Agadir   | 52     | 26   | 8        | 10  | 8       | 32        | 30          |
| 10e   | Chabab Mohammédia   | 51     | 26   | 9        | 7   | 10      | 29        | 34          |
| 11e   | FUS de Rabat        | 50     | 26   | 8        | 8   | 10      | 31        | 37          |
| 12e   | Mouloudia d'Oujda   | 49     | 26   | 7        | 9   | 10      | 18        | 26          |
| 13e   | Moghreb de Tétouan  | 47     | 26   | 6        | 9   | 11      | 27        | 31          |
| 14e   | Ittihad Tanger      | 45     | 26   | 5        | 9   | 12      | 29        | 43          |

### Coupe du Trône
La saison 1962-1963 de la coupe du Trône de football est la septième édition de la compétition. Ayant comme champion le Mouloudia Club d'Oujda lors de l'édition suivante, cette compétition est la seconde plus importante du pays. Étant une équipe de première division, les FAR débutent cette compétition en seizièmes de finale.

## Bilan
Au bilan durant cette saison, les FAR de Rabat remportent pour une quatrième fois le championnat du Maroc de football avec plus de 62 points soit 12 victoires, 12 nuls et 2 défaites. Le dauphin des FAR de Rabat lors de cette saison est le Kawkab de Marrakech qui celui-ci à 55 points. Son parcours en coupe du Trône a commencé en seizièmes de finale puisque ceux-ci sont en première division. Le résultat pour les seizièmes de finale est inconnu et on ne sait pas qui il a affronté également mais il a surement gagné ce match puisqu'il passe ce stade. En huitièmes de finale, ils affrontent le Maghreb de Fès où ils gagnent sur un score de deux buts à un. Puis ils affrontent le Raja de casablanca pour le compte des quarts de finale dans le cadre d'un classico. Cette rencontre se termine par une victoire des FAR sur le score de un but à zéro. Mais son parcours se termine en demi-finales face au Hassania d'Agadir qui celui-ci bat les FAR sur un score de deux buts à un.